# Katie y Orbie
Katie y Orbie es una serie infantil estadounidense–británico-canadiense dirigida a un público preescolar, la cual está basada en  una serie de libros ilustrados por el caricaturista Ben Wicks y escritos por su hija Susan Wicks en 1993. La serie cuenta las historias de una niña de cinco años y su mejor amigo, un extraterrestre de color rosado quien aterrizó en su patio trasero. Mientras que los libros originales tocaban temas referentes al cuidado del medio ambiente, la serie animada toca desde temas simples cómo adoptar una mascota, aprender a andar en bicicleta o conocer amigos nuevos, hasta temas cómo niños con padres divorciados y con necesidades especiales cómo el síndrome de Down y la parálisis cerebral. 
La serie se transmitió originalmente en los Estados Unidos, en el Reino Unido, y en Canadá por el canal PBS Kids, CITV, y Family Channel y fue producida por la empresa Lacewood Productions y PBS. Originalmente se produjeron 39 episodios de media hora (cada uno con 3 historias de 7 minutos y dos pequeños segmentos llamados ¿Sabías que?/Did You Know? los cuales fueron emitidos entre 1994 y 2003. En el año 1999 la compañía Amberwood Entertainment, sucesora de Lacewood, produjo otros 39 episodios, que se emitieron en PBS Kids, CITV, y Family Channel entre 2001 y 2002. Tras esto la serie fue cancelada, con 78 episodios (un total de 234 historias diferentes).
A diferencia de muchas series animadas, la animación de esta fue hecha con una técnica similar a la de un libro de cuentos electrónico, sin animación fluida y sin diálogos por parte de los personajes (aunque se usan efectos de sonido como risas, gritos, etc.), en cambio, las historias son contadas por un narrador fuera de pantalla.
La narración (en la versión en inglés) fue hecha por el actor canadiense Leslie Nielsen, en el doblaje de Latinoamérica por el actor de voz mexicano Alejandro Villeli, mientras que en el doblaje de España lo hizo el periodista Vasco José Manuel Cortizas. Los segmentos de Sabías qué fueron narrados en inglés por Amanda Tripp y en español por Leyla Rangel. El tema de entrada es interpretado en inglés por Mireille Eagan y en español también lo interpreta Leyla Rangel.
Fuera de Canadá, la serie se ha emitido en varios países, como Estados Unidos donde fue emitida en PBS o en México y Latinoamérica donde se transmitió por el canal CBeebies de 2008 a 2010. En España, se transmitió a inicios de la década de 2000 en el desaparecido canal Club Super 3 de la plataforma Vía Digital.

## Personajes
- Katie- Una niña rubia de cinco años quien es la mejor amiga de Orbie. Es imaginativa, juguetona, curiosa y generalmente alegre. Casi siempre viste la misma ropa, que una camiseta a rayas verdes y blancas junto con unos tirantes azules y zapatos marrones.
- Orbie- Un pequeño extraterrestre rosado proveniente de un planeta desconocido que se ubica "más allá del sol". Fue sacado de su planeta natal, el cual estaba demasiado contaminado para sustentar vida, y al llegar a la Tierra, aterrizó en el patio trasero de Katie y fue adoptado por su familia. Tiene también la edad de Katie y comparte mucha de su personalidad. Habla mediante chirridos y sonidos de bocina que hace con la nariz. Dentro de la serie, se muestra que a la gente no parece importarle que sea un extraterrestre y es tratado de una manera normal. Tiene dedos pegajosos con los que puede trepar paredes.
- Wayne y Susan- Los padres de Katie y padres adoptivos de Orbie. Son una feliz pareja casada quienes son muy responsables por ellos y los aman de verdad. Sus nombres verdaderos solo son dichos una vez a lo largo de toda la serie. Wayne trabaja en una oficina mientras que Susan parece trabajar desde casa.
- Chance- La mascota de la familia, una pequeña gata color anaranjado y una oreja blanca.
- Sra. Parette- Es vecina de Katie y Orbie y amiga de sus padres, es una anciana muy amable, dando consejos a los niños del vecindario y en muchas ocasiones horneando galletas para ellos. Tiene en su casa un gran sauce que sirve de escondite para Katie, Orbie y sus amigos. Tiene al menos una hija y al menos dos nietos. Su nombre de pila es Elaine.
- Andy- Es un amigo de los personajes principales, también de cabello rubio. Sus padres están divorciados y vive con su padrastro y su madre.
- Yee Ping- Una niña de origen chino, quien es vecina y amiga de Katie, y les ha llegado a enseñar algunas costumbres chinas. Fue, después de Orbie, la segunda amiga de Katie que fue introducida en la serie.
- Kyra- Una niña quien sufre de asma y también usa gafas. Era un personaje regular en los primeros 39 episodios, sin embargo deja de aparecer en episodios posteriores.
- Arthur- Un pelirrojo a quien le gusta jugar con Katie y Orbie. Fue introducido como un chico bravucón, quien se enojaba con facilidad y podía llegar a golpear a quien lo molestara (a Katie en una ocasión). Su carácter cambió y fue posteriormente mostrado como un chico que juega normalmente con los demás.
- Phoebe y Bryn- Son hermanas a quienes siempre se les ve juntas. Phoebe es la menor y tiene cabello rubio,  Bryn es la mayor y tiene cabello castaño, y además es alérgica al huevo.
- Dakota- Es un chico de origen nativo americano.
- Miguel- Un chico de origen latino.
- Tom- Un adulto joven quien normalmente sirve como niñero de Katie y Orbie, es muy amigable con los chicos del vecindario. Tiene una novia llamada Polly, a quien también le agrada estar con los niños.
- Micah- Es un chico de 9 años que tiene Síndrome de Down, aunque eso no le impide divertirse con Katie y Orbie. Vive con su madre en una granja donde hay varios animales, entre ellos una yegua llamada Spirit.